# Хильдебранд, Михаэль
Михаэль Хильдебранд (нем. Michael Hildebrand, лат. Michael Hiltebrant; 1433 — 1509) — рижский архиепископ с 1484 по 1509 год. Его период ознаменовался затяжным противостоянием, которое вели между собой представители немецкой феодальной аристократии и купеческого сословия Риги, ландмейстеры Тевтонского ордена в Ливонии и его рыцари, а также сам архиепископ Риги.

## Начальный этап биографии
Родился в 1433 году в семье богатого ревельского торговца. Семья Хильдебрандов за долгие годы прочно обосновалась в Ревеле и завладела обширными имениями. Учился в местной школе, получил хорошее юридическое образование. В 1451 году начал обучение в Лейпцигском университете, где получил учёную степень доктора канонического права. В 1477 году стал личным секретарём магистра Ливонского ордена Бернхарда фон Борха. С 1478 по 1480 годы находился в Риме, исполняя деликатные поручения магистра ордена, участвуя в переговорах с папой и его секретарями в целях заручиться поддержкой на дипломатическом уровне в борьбе против нарастающего влияния архиепископа и оппозиционно настроенных рижских влиятельных аристократов.

## Конфликт, связанный с назначением
В 1484 году по настоянию магистра Ливонского ордена Иоганна Фридриха фон Лоринкгофена ему было предложено занять пост архиепископа Риги после смерти его предшественника Стефана Грубе и споров, возникших по поводу кандидата на должность. Рижские бюргеры сразу же выдвинули своего кандидата — богатого графа Генриха Шварцбургского, с которым поддерживали тесные и перспективные торговые отношения. Тевтонский орден также решил не оставаться в стороне и выдвинул своего кандидата на должность архиепископа — им стал орденский канцлер Николай Крейден. На его кандидатуре особо настаивал великий магистр Мартин Трухзес фон Ветцхаузен. Однако Лоринкгофен смог победить в этой сложной дипломатической борьбе и закрепить эту должность за своим ставленником Михаэлем, служившим главой его секретариата. Однако перед назначением Михаэлю пришлось пережить ряд неприятных моментов в жизни. Когда он пребывал в Риме, прежний магистр Бернхард Борг по причине своей неуспешной деятельности против рижского ополчения в войне в Ливонии (вверенное ему войско потерпело ряд сокрушительных поражений) впал в немилость и был смещён с должности по решению папы. Михаэль Хильдебранд как секретарь Борха также испытал опалу и был брошен в темницу, но вскоре после выдвижения его кандидатуры новым магистром Лоринкгофеном был освобождён и прощён. Известно, что на положительное решение папы Иннокентия VIII о личности будущего архиепископа существенное влияние оказала щедрая взятка размером в 3000 гульденов, которая была дискретно передана Лоринкгофеном папскому двору в начале 1484 года. В итоге Михаэль Хильдебранд был признан «митрополитом всех прусских, куронских, леттских, ливских и эстонских земель». Сразу же многие рыцари, служившие архиепископу, и его непосредственные вассалы приняли сторону Ливонского ордена, пытавшегося принудить Ригу к полному подчинению, но рижане сразу же возмутились таким выбором и отказались признавать Михаэля Хильдебранда главой архиепархии.

## Военные действия между сторонами
Таким образом, февраль и март 1484 года ознаменовались военным столкновением ордена и Риги за право признать нового архиепископа. Иоганн Лоринкгофен подступил к хорошо укреплённому городу с вооружённым войском и взял его в плотное кольцо осады, но рижане оказали активное сопротивление. Тогда магистр обратил свой гнев на крепость в Дюнамюнде, разграбив её окрестности. В марте 1484 года крепость была взята и началась длительная торговая блокада города с тем, чтобы принудить рижских бюргеров, терявших прибыль, к сдаче и признанию поражения. Однако рижане собрали силы и нанесли орденскому воинству 22 марта 1484 года сокрушительное поражение в битве при Дюнамюнде. В сражении сложили головы четыре комтура (Гольдингена, Динабурга, Зельбурга и Ревеля). Михаэль Хильдебранд в это время поддерживал сторону Ливонского ордена и его вассалов в борьбе с рижскими ратманами и бюргерским ополчением вплоть до 1491 года. Однако и ранее архиепископу часто приходилось страдать от военного произвола орденских военачальников и наёмников.

## Заключение перемирия
В мае 1484 года после победы рижан, завершившейся взятием орденского замка Вейссенштейн Лоринкгофен решил отомстить и разорить владения архиепископа в Ливонии. Военные стычки в итоге завершились мирными переговорами, которые вылились в подписание договора о прекращении войны 22 августа 1484 года, по которому рижане всё же отказались признавать легитимность архиепископа Хильдебранда и настояли на кандидатуре Генриха Шварцбургского, однако в 1486 года тот подал в отставку, добровольно сложив с себя обязанности главы архиепархии и рижанам ничего не оставалось сделать, кроме как смириться с возвращением Хильдебранда в марте 1486 года. Однако рижский замок, резиденция орденского ландесмейстера, и крепостные сооружения в Дюнамюнде пока оставались под контролем рижан.

## Примирение Хильдебранда с рижанами
Вскоре конфликт разгорелся с новой силой — в 1489 году Иоганн Фридрих фон Лоринкгофен инициировал военные действия против рижан, которые вынуждены были обращаться за помощью к шведам. Архиепископ Хильдебранд в целом придерживался максимально нейтральной позиции, не желая навлекать на себя гнев со стороны рижской бюргерской оппозиции. Орденский ландесмаршал Вальтер фон Плеттенберг в начале 1490-х проявил свои отличные полководческие качества, который выиграл несколько сражений против бунтующей Риги. В целом Михаэль Хильдебранд не желал провоцировать конфликтную ситуацию и становиться слишком явно на сторону ордена или рижан, поэтому он стремился умело лавировать в процессе этого затяжного противостояния. В 1486 году он был вынужден вопреки воле орденского руководства, документально подтвердить рыцарские имущественные привилегии вассалов архиепархии, которые некогда были предоставлены немецким дворянам, подчинённым архиепископу, Сильвестром Стодевешером. Только после публичного согласия признать старые вассальные привилегии рижане решили оказать Михаэлю поддержку в повторном вступлении в должность. В 1494 году он заключил договор с вассалами о выдаче беглых крестьян, что тоже стало тонким шагом для примирения с недовольными вассалами в архиепархии и богатыми рижанами-аристократами — владельцами пригородных имений.

## Участие в русско-ливонско-литовской войне
В 1502 году он лично принял участие в масштабном военном походе в рамках русско-литовской войны 1500—1503 годов, спланированном и осуществлённом магистром Вальтером фон Плеттенбергом против объединённого псковско-смоленско-московского войска. В это время разгоралась русско-ливонско-литовская война, в ходе которой были затронуты территориальные интересы представителей Ливонской конфедерации, которая собрала единое войско и отправило его на Русь. Два войска встретились у озера Смолин, где в упорном сражении объединённые войска Ливонской конфедерации одержали победу.